# Бейко, Иван Васильевич
Иван Васильевич Бейко (род. 11 апреля 1937 года в с. Бродок) — советский и украинский учёный в области информатики. Доктор технических наук, профессор. Академик АН ВШ Украины с 2002 года.

## Биография
Родился в селе Бродок (ныне Черновицкая область).
В 1959 году окончил физико-математический факультет Черновицкого государственного университета.
В 1959—1961 годах преподавал математику и физику в стрелково-кутской средней школе. С 1961 года — младший научный сотрудник, аспирант Института кибернетики АН УССР (Киев). В 1963 году переведён в аспирантуру Института математики АН УССР (Киев), которую досрочно закончил защитой кандидатской диссертации «Итерационные методы численного решения задач оптимального преследования». Эти научные результаты были включены в программу Всемирного конгресса математиков (1965).
С 1964 года — младший, а впоследствии — старший научный сотрудник Института математики АН УССР, с 1977 года — доцент, а впоследствии профессор факультета кибернетики КГУ им. Т. Шевченко.
В 1993 году защитил докторскую диссертацию: «Построение математических моделей для исследования причинно-следственных зависимостей в условиях неполных данных» и получил звание профессора. С 2003 года — директор Украинско-венгерского института кибернетики и информационных технологий им. Арпада Гьонца Президентского университета Межрегиональной академии управления персоналом. С 2008 года — профессор кафедры математической физики Национального технического университета «Киевский политехнический институт».
И. В. Бейко успешно сочетает научно-педагогическую деятельность с занятиями спортом. В составе сборной команды КПИ завоевал серебряную медаль в соревнованиях за кубок Украины по волейболу (Гурзуф, 2010, 70+), имеет спортивный разряд по большому теннису.
Двое внуков Ивана Бейко — Вадим и Мирослав Славовы — стали профессиональными футболистами.

## Научная деятельность
Создал научную школу оптимального моделирования, прогнозирования и управления. Впервые решил проблему полной управляемости неавтономных систем и построил числовые алгоритмы для экстремального управления в дифференциальных играх и иерархически управляемых системах. Руководил совместными украинско-немецкими исследованиями в разработках новейших информационных технологий, читал лекции в университетах Германии, Канады, Бельгии, Австрии.
Опубликовал более 200 научных трудов. Получил три авторских свидетельства на изобретения, имеет запатентованные изобретения.
Подготовил 20 кандидатов и двух докторов наук (6 — в зарубежных научных центрах).

## Награды
Награждён премией Минобразования Украины за лучшую научную работу (1986), знаком «Отличник образования Украины», Наградой Ярослава Мудрого АН высшей школы (2005), медалью «За весомый вклад в развитие образования и науки». Избран членом Международной ассоциации радиоэкологов, академиком (2002), членом президиума (2004) и главным ученым секретарем (2010) АН ВШ Украины.

## Труды
- Узагальнені розв’язки лінійних крайових задач та ітераціійні методи їх побудови / І В Бейко, О В Щирба // Математичне та комп’ютерне моделювання. Серія: Технічні науки : зб. наук. праць / Інститут кібернетики імені В. М. Глушкова Національної академії наук України, Кам’янець-Подільський національний університет імені Івана Огієнка. — Кам’янець-Подільський: Кам’янець-Подільський національний університет імені Івана Огієнка, 2012. — Вип. 5. — с. 16—32.
- Узагальнені крайові задачі математичної фізики та їх розв’язання методами внутрішньої точки / І В Бейко, О В Щирба // Математичне та комп’ютерне моделювання. Серія: Технічні науки : зб. наук. праць / Інститут кібернетики імені В. М. Глушкова Національної академії наук України, Кам’янець-Подільський національний університет імені Івана Огієнка. — Кам’янець-Подільський: Кам’янець-Подільський національний університет імені Івана Огієнка, 2012. — Вип. 5. — с. 3—15.
- Бейко І.В. Про математично-комп’ютерні методи добування нових знань // Наукові записки Академії наук ВШ України, том VII. — К.: АНВШУ, 2012. — С. 47—55.
- Бейко І.В. Про підвищення якості навчання із використанням обчислювальних експериментів // Міжнародна науково-практична конференція Математика в сучасному технічному університеті, 19—20 квітня 2013 р., Київ: Матеріали конф. — К.: НТУУ КПІ, 2013. — С. 230—233.
- Бейко І.В. Розвиток математично-компютерного інструментарію для розв’язування задач математичного моделювання і оптимального керування складними системами і процесами // Наукові записки АНВШ України, том VIII. — К.: АНВШУ, 2014. — С.26—32
- Ivan Beyko Optimization Problems with Partial Derivatives and Algorithms for Constructing Generalized Solutions / Ivan Beyko, Olesya Shchyrba // Taurida Journal of Computer Science Theory and Mathematics, No 2, 2013. — P10-16
- Ivan Beyko Solve-Operator Methods for Optimization of Risk Controlled Stochastic Processes / Ivan Beyko, Petr Zinko //Taurida Journal of Computer Science Theory and Mathematics, No 2, 2013. — P17-24
- Задачі, методи і алгоритми оптимізації: Навчальний посібник / І В Бейко, П М Зінько, О Г Наконечний. — Рівне: Національний університет водного господарства та природокористування, 2011. — 624 с. українською мовою; № листа МОНМС № 1-11-7429; дата 06.08.2010 українською мовою; № листа МОНМС 1-11-7429; дата 06.08.2010
- Бейко І.В. Задачі, методи та алгоритми оптимізації: навчальний посібник, 2-ге вид., перероб. / І.В. Бейко, П. М. Зінько, О. Г. Наконечний. — К.: Видавничо-поліграфічний центр Київський університет, 2012. — 799 с.